# Mount Vernon (Kentucky)
Mount Vernon – miasto w Stanach Zjednoczonych, w stanie Kentucky, siedziba administracyjna hrabstwa Rockcastle.